# Fresna
Fresna là một chi bướm ngày thuộc họ Bướm nâu.

## Các loài
- Fresna carlo Evans, 1937
- Fresna cojo (Karsch, 1893)
- Fresna jacquelinae Collins & Larsen, 2003
- Fresna maesseni Miller, 1971
- Fresna netopha (Hewitson, 1878)
- Fresna nyassae (Hewitson, 1878)